# Mémoires d'Hadrien
Mémoires d'Hadrien est un roman historique de Marguerite Yourcenar (1903-1987), publié en 1951. Ces pseudo-mémoires de l'empereur romain Hadrien (76-138) ont rencontré un succès international fulgurant assurant la célébrité à son auteur. Si le sujet a inspiré Marguerite Yourcenar encore adolescente, cette dernière l'a néanmoins considéré comme trop ambitieux pour être une œuvre de jeunesse car de la trempe de ceux « qu’on ne doit pas oser avant d’avoir dépassé quarante ans. »
Le livre est présenté comme une longue lettre d’un vieil empereur adressée à son petit-fils adoptif et éventuel successeur âgé de 17 ans, Marc Aurèle (121-180). Hadrien médite et se remémore ses triomphes militaires, son amour de la poésie et de la musique, sa philosophie ainsi que sa passion pour son jeune amant bithynien, Antinoüs (vers 110-130).

## Résumé
Écrit dans un style dense témoignant d'une bonne connaissance des sources, ce roman philosophico-historique est une méditation de l'empereur à la fin de sa vie. Sous forme d'une longue lettre adressée depuis sa villa à Tibur au futur Marc Aurèle, il retrace les principaux événements de son existence, qui fut la plus libre avec la plus grande lucidité possible.
Les chapitres, non numérotés, sont regroupés en six parties portant chacune un titre latin.
« Animula vagula blandula » (« Âmelette vaguelette, calinette ») (ou encore « Ma petite âme, errante et câline ») permet au lecteur de faire connaissance avec le personnage et de se familiariser avec ses convictions (sobriété, rejet du végétarisme non adapté à la vie d'un homme public, essence mystérieuse de l'amour), ses passions passées (chasse et équitation) et ses tourments présents (insomnie, approche de la mort).

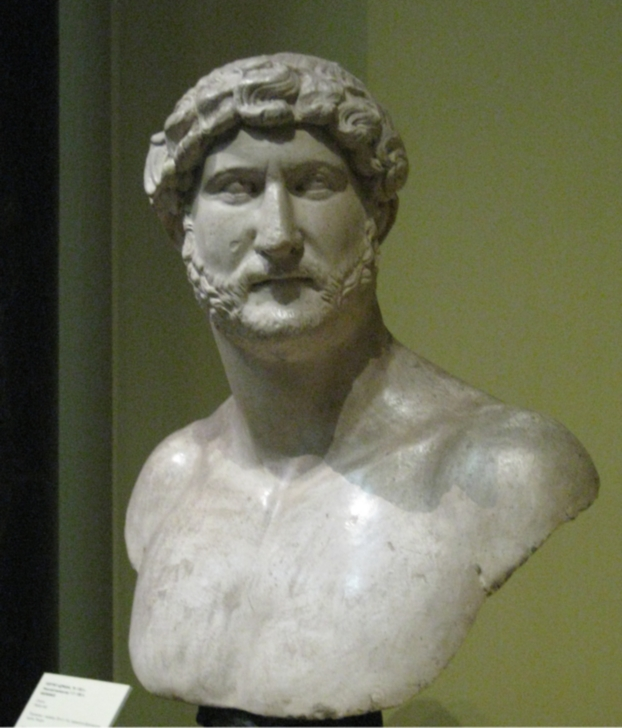
Buste d'Hadrien.

Les cinq parties suivantes reprennent chronologiquement la biographie d'Hadrien.
« Varius multiplex multiformis » (« Varié, complexe, changeant ») traite de la vie d'Hadrien jusqu'à la mort de Trajan (53-117) et l'accession au trône d'Hadrien : sa jeunesse en Espagne, son expérience de juge chargé des litiges d'héritages à Rome, sa participation aux guerres daciques, son gouvernorat en Syrie et la guerre contre les Parthes. Avant de mourir, Trajan signe un acte d'adoption d'Hadrien dans des conditions qui font douter de son authenticité mais grâce auquel Hadrien devient empereur.
« Tellus stabilita » (« La terre retrouve son équilibre ») décrit le début de son règne. Hadrien fait preuve de modération dans divers domaines : il pacifie l'empire (Parthes, Égypte, Sarmates), améliore la condition des esclaves, développe les infrastructures aux frontières. Il fonde des villes, voyage beaucoup, jusqu'en Bretagne, se fait initier au culte de Déméter à Éleusis, ce que Yourcenar admet être un fait potentiel mais historiquement non documenté.
« Sæculum aureum » (« siècle d'or ») retrace l'histoire d'amour d'Hadrien avec Antinoüs depuis leur rencontre jusqu'à la mort tragique du jeune homme en Égypte.
« Disciplina augusta » (« discipline auguste ») couvre la période qui va de la mort d'Antinoüs à la vieillesse de l'empereur, qui poursuit ses voyages et son action législatrice (Édit perpétuel) ; il est confronté à la montée du christianisme notamment à travers la révolte juive de Bar Kokhba qu'il considère comme un échec personnel.
Enfin, dans « Patientia » (« patience, ou endurance »), Hadrien se montre préoccupé de sa mort prochaine : il envisage le suicide, tente de renforcer son endurance à la souffrance et sent son âme s'échapper de son corps.

## Genèse
Marguerite Yourcenar a indiqué dans ses Carnets de notes de « Mémoires d'Hadrien » qu'une citation extraite de la correspondance de Gustave Flaubert était à l'origine de son inspiration pour écrire ce livre :

« Les dieux n'étant plus et le Christ n'étant pas encore, il y a eu, de Cicéron à Marc Aurèle, un moment unique où l'homme seul a été. »

Cela l'intriguait, car elle entrevoyait un parallèle entre cette époque et le monde d'après-guerre. Elle dit aussi avoir hésité un moment entre les mémoires de l'empereur romain Hadrien et ceux du poète et mathématicien Omar Khayyam (v. 1048- v. 1131). En fait Hadrien, Khayyam ou le héros Zénon de L'Œuvre au noir se présentent comme des personnages lucides, tolérants et désabusés tant sur la nature humaine que sur les illusions dont l'humanité semble ne pouvoir se passer.
Le projet initial de Marguerite Yourcenar, alors qu'elle n'avait qu'une vingtaine d'années, était d'écrire un texte sur l'empereur Hadrien dont le narrateur aurait été son favori Antinoüs. Les différentes versions de cette première ébauche, datant de 1924 à 1929, ont été détruites par la future académicienne après les refus de plusieurs éditeurs. Quand elle reprend, un quart de siècle plus tard, son projet de jeunesse, la perspective s'est inversée : c'est Hadrien qui tient le stylet et qui raconte sa vie et sa passion pour le jeune Bithynien, au travers du filtre de la douleur causée par la mort de celui-ci.
Finalement la tentative d'écriture de 1948 à 1951 est la bonne. En janvier 1949, elle reçoit de Lausanne deux ou trois malles qui contiennent de vieux papiers. Elle commence à tout brûler, mais s’arrête sur un fragment d’Hadrien, le début d’une version vieille de dix ans, la troisième rédigée. Mais à ce moment de sa vie cette nouvelle rencontre est décisive. Et pendant trois années, lisant une foule de livres, s’enfermant dans les bibliothèques, renonçant à tout autre travail, elle écrit les Mémoires d’Hadrien. L’auteur a reconstituée dans le “carnet de notes” les circonstances précises de la dernière rédaction effectuée au Nouveau-Mexique : « Tard dans la nuit, j’y travaillai entre New-York et Chicago, enfermée dans mon wagon-lit comme dans un hypogée. […] Les passages sur la nourriture, l’amour, le sommeil et la connaissance de l’homme furent écrits ainsi d’un seul jet. Je ne me souviens guère d’un jour plus ardent, ni de nuits plus lucides » (p. 329).

## Roman historique?

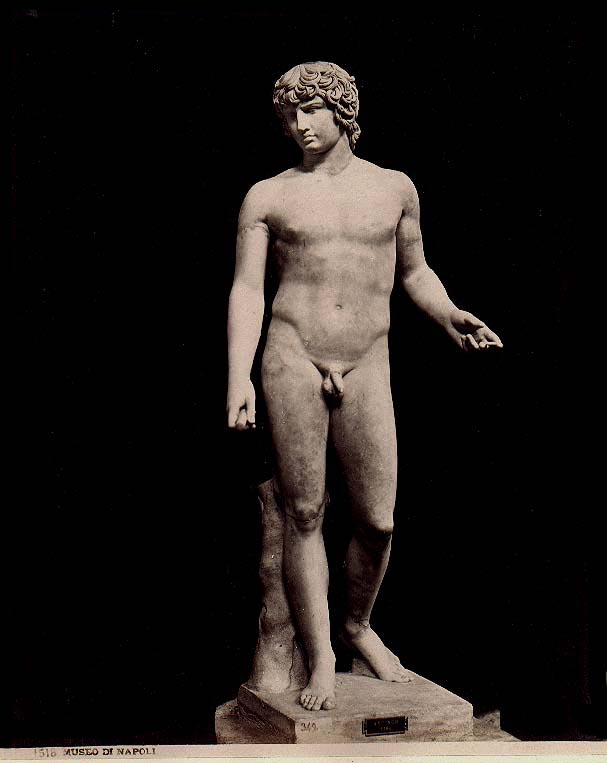
Sculpture Antinoüs, l'amant d'Hadrien.

Marguerite Yourcenar explique le long travail d'érudition et de romancière qu'elle a mené pour écrire Mémoires d'Hadrien dans le « carnet de notes » qui accompagne la plupart des éditions et dit qu'elle a cherché à se rapprocher le plus possible du personnage et de l'ambiance historique : 

« Si j'ai choisi d'écrire ces Mémoires d'Hadrien à la première personne, c'est pour me passer le plus possible de tout intermédiaire, fût-ce de moi-même. »

Elle est cependant consciente des écueils : 

« Quoi qu'on fasse, on reconstruit toujours le monument à sa manière. Mais c'est déjà beaucoup de n'employer que des pierres authentiques. »

Le roman est fondé sur deux sources principales : le récit de Spartien (Aelius Spartianus) dans l'Histoire Auguste et l'Histoire Romaine de Dion Cassius ainsi que sur les nombreuses visites de Yourcenar à la villa Adriana. Elle a également utilisé un nombre considérable de sources secondaires que l’on trouve dans l’impressionnante liste de quatre-vingt-onze titres présente dans la «Note» finale. Cette bibliographie, digne d’un travail de chercheur, est très à jour et s’arrête à la date de la première publication en 1951.

### Jugements d'historiens
- Selon André Chastagnol, « le portrait que trace de lui Marguerite Yourcenar correspond sans aucun doute à ce que les sources nous apprennent[10]. »
- Pour Paul Petit, « Mme Yourcenar a déployé pour le peindre des trésors de psychologie et une bonne connaissance des sources sans prétendre à la vérité historique[11]. »

## Postérité
Ce roman est inclus dans la liste des 100 meilleurs livres de tous les temps, établie en 2002 par le Cercle norvégien du livre, à partir des propositions de 100 écrivains issus de 54 pays différents.
En 2016, l'exposition « Marguerite Yourcenar et l'empereur Hadrien, une réécriture de l'Antiquité » présentée au Forum antique de Bavay, propose à la fois une approche historique faisant état des études archéologiques autour de la figure de l'empereur et une vision de la démarche documentaire et littéraire de Yourcenar.

### Autour de l'œuvre

#### Musique
- Suite d'Hadrien : œuvre pour piano écrite en 1988 par le compositeur interprète Frédéric Rossille pour la Cantate d'Antinoüs (adaptation théâtrale des Mémoires d'Hadrien par le metteur en scène Eric Podor)
- Villa Adriana : suite instrumentale de Frédéric Rossille, publiée sous forme de CD[14] en 2000
- A Theme for Hadrian : la partition pour piano de Frédéric Rossille (version manuscrite de 2013)

#### Autre
- L'Eau d'Hadrien (1988), parfum d'Annick Goutal créé en inspiration du roman.